# Garcibuey

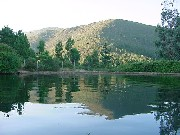
Hồ chứa nước

Garcibuey là một đô thị ở tỉnh Salamanca, phía tây Tây Ban Nha, cộng đồng tự trị Castile-Leon. Đô thị này có cự ly 82 kilômét so với thành phố tỉnh lỵ Salamanca và có dân số 232 người.

## Địa lý
Đô thị này có diện tích 12.51 km².
Đô thị này nằm ở khu vực có độ cao 691 mét trên mực nước biển.
Mã số bưu chính là 37658.
Đô thị này có hồ chứa nước nhân tạo tạo năm 1940.